# Càlig
Càlig (spanisch Cálig) ist eine Gemeinde (municipio) in Ostspanien, nahe der Costa del Azahar, an der nördlichen Grenze der Provinz Castellón. Càlig hat 2.048 Einwohner (Stand: 2024).

## Lage
Càlig liegt etwa 85 Kilometer nordnordöstlich von Castellón de la Plana und etwa 155 Kilometer nördlich von Valencia in einer Höhe von ca. 120 m.

## Bevölkerungsentwicklung
| Jahr      | 1900 | 1950 | 1970 | 1981 | 1991 | 2001 | 2011 | 2021 |
| Einwohner | 3102 | 2399 | 1932 | 1740 | 1764 | 1772 | 2236 | 2002 |

## Sehenswürdigkeiten
- Laurentiuskirche (Iglesia de San Lorenzo) aus dem 14. Jahrhundert
- Marienkapelle
- Josefskapelle
- Konvent mit Trinitätskirche

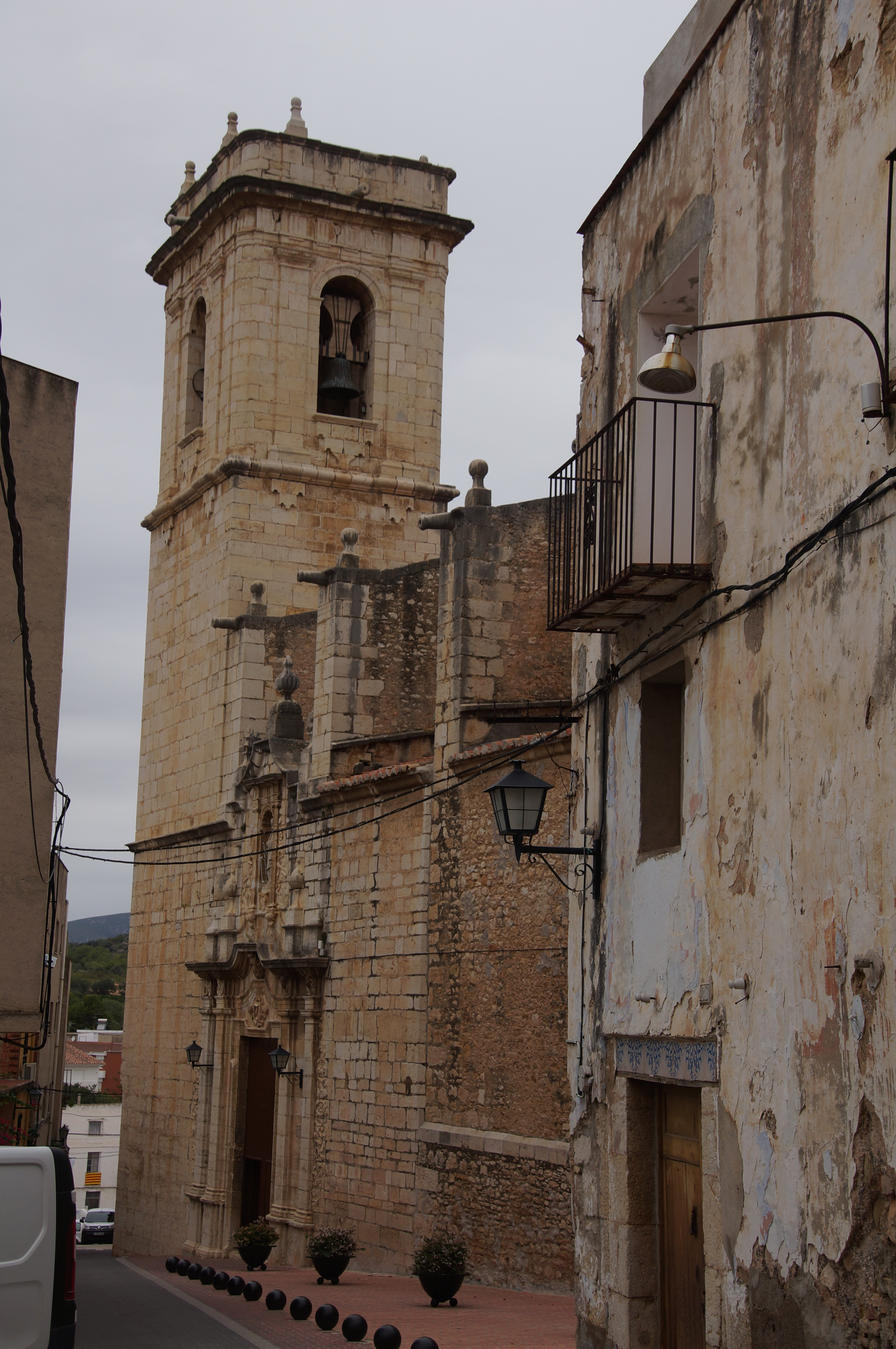
Laurentiuskirche
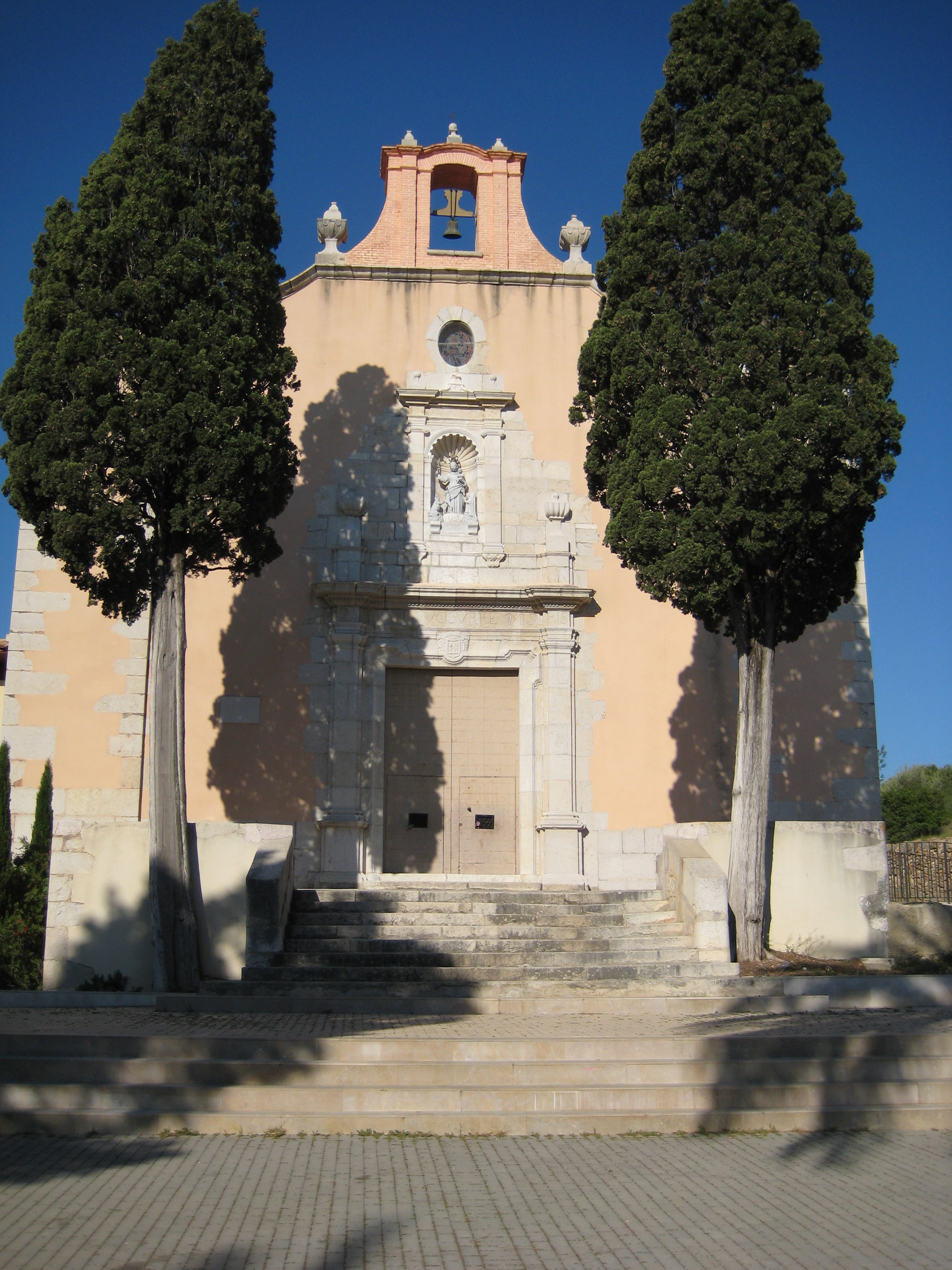
Marienkapelle
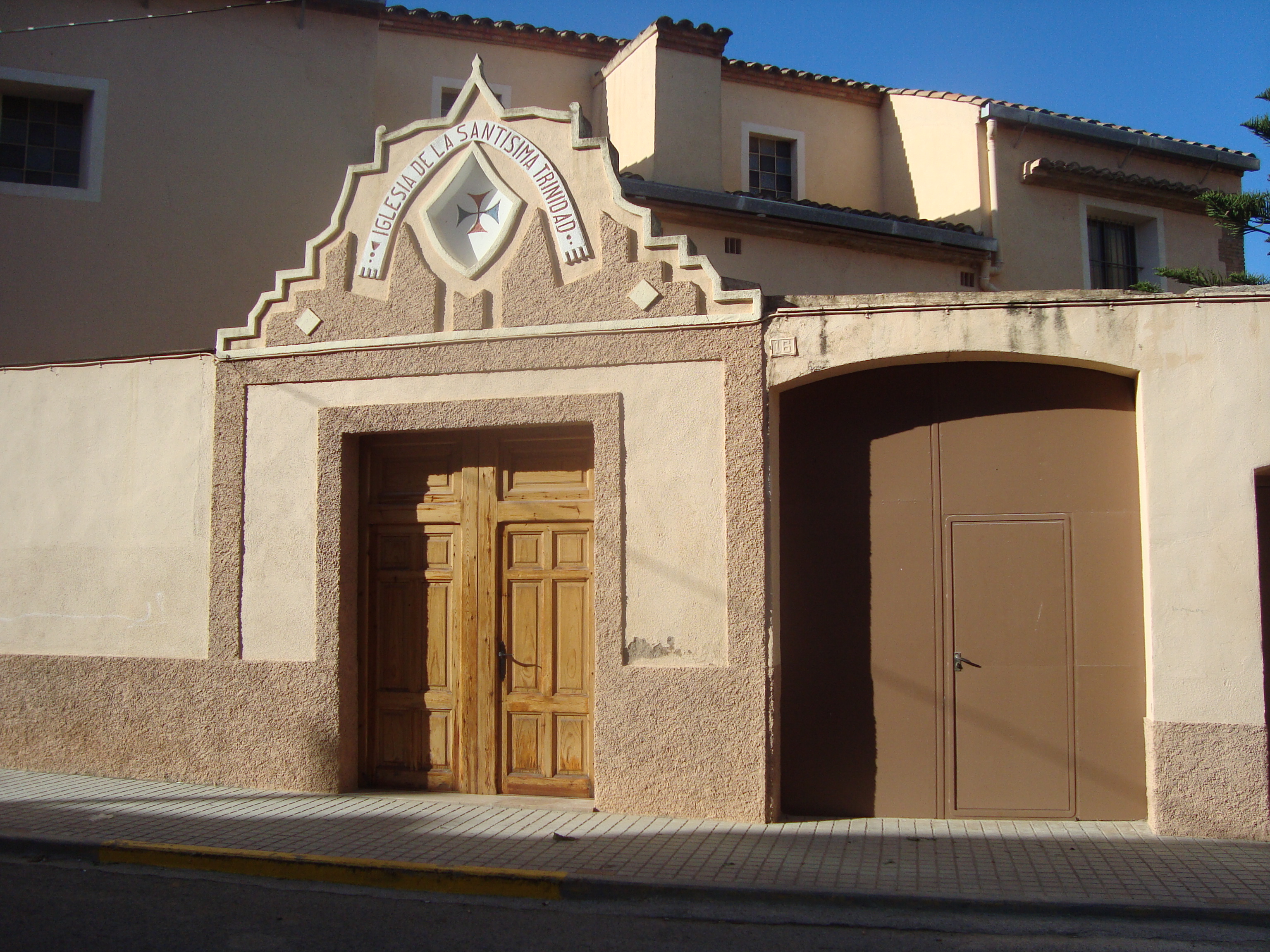
Konvent, Eingang zur Trinitätskirche